# Sukalarang (plaats)
Sukalarang is een bestuurslaag in het regentschap Sukabumi van de provincie West-Java, Indonesië. Sukalarang telt 8101 inwoners (volkstelling 2010).